# Idaea barikotensis
Idaea barikotensis là một loài bướm đêm trong họ Geometridae.